# ورخنیه مامبتشینو
ورخنیه مامبتشینو (انگلیسی: Verkhneye Mambetshino) یک شهرک در شهرستان زیانچورینسکی استان باشقیرستان کشور روسیه است.